# Джеймс Труслоу Адамс
Джеймс Труслоу Адамс (18 жовтня 1878 — 18 травня 1949) — американський письменник та історик. Займався популяризацією новітніх наукових досліджень з американської історії, а його тритомна історія Нової Англії була добре оцінена вченими. Він популяризував поняття «американська мрія» у своїй книзі «Епопея Америки» 1931 року.